# Oparara
Oparara là một chi nhện trong họ Amphinectidae. Loài này phân bố ở New Zealand.

## Onderliggende soorten
- Oparara karamea Forster & Wilton, 1973
- Oparara vallus (Marples, 1959)